# AFC Newport County
Der AFC Newport County (offiziell: Newport County Association Football Club; Walisisch: Clwb Pêl-droed Cymdeithas Sir Casnewydd) ist ein Fußballverein in Newport, Wales. Der Verein ist aktuell in der EFL League Two, der vierthöchsten englischen Spielklasse, aktiv. Der Verein spielte bis 1988 größtenteils in Profiligen, dann nach einer Insolvenz bis 2013 in den Ebenen des Non-League football, seitdem in der untersten englischen Profiliga, der EFL League Two.

## Vereinsgeschichte
Der Verein wurde 1912 gegründet und begann in der zweiten Division der Southern Football League. Die Saison 1919/20 spielte die Mannschaft in der ersten Division derselben Liga, da viele Vereine in die neugegründete Third Division der Football League wechselten. Auch Newport County wurde im Folgejahr in die dritte Division der Football League aufgenommen. Dort spielte der Verein viele Jahre, 1938/39 gewann Newport die Meisterschaft der Third Division. Nachdem der Spielbetrieb aufgrund des Zweiten Weltkriegs ausgesetzt wurde, nahm Newport in der Saison 1946/47 an der Football League Second Division teil, musste aber bereits nach dem Jahr wieder in die Football League Third Division South absteigen. Es folgten viele Jahre in der Football League Third Division und der Football League Fourth Division, in denen die Mannschaft bis auf einen Wiederaufstieg in die Third Division und den darauffolgenden Abstieg in der Fourth Division, konstant ohne nennenswerte Erfolge spielte.
Im Jahr 1980 gewann der Verein erstmals den Welsh Cup. In der nachfolgenden Spielzeit erreichte Newport das Viertelfinale des Europapokals der Pokalsieger, in dem sie nur knapp dem FC Carl Zeiss Jena (0:1, 2:2) unterlagen. Ende der 1980er-Jahre musste der Verein aufgrund einer Zahlungsunfähigkeit in die neuntklassige Hellenic Football League absteigen, womit Newport County erstmals seit 68 Jahren nicht mehr im Profifußball vertreten war. Nach nur einer Saison gelang der Aufstieg in die Division One Midlands und im Jahr 1999 in die siebtklassige Southern Football League Premier Division. Im Rahmen einer großen Umstrukturierung des englischen Amateurfußballs wurde der walisische Verein im Jahr 2004 in die Conference South aufgenommen. Während der Verein in den ersten beiden Spielzeiten der Conference North jeweils mäßige Platzierungen erreichte, gelang in der Saison 2009/10 als Erstplatzierter mit 103 Punkten der Aufstieg in die Conference National. Durch ein 2:0 über Wrexham am 5. Mai 2013 im Conference Final im Wembley-Stadion gelang mit dem Aufstieg in die Football League Two die Rückkehr in den Profifußball.
2018 gewann Newport County in der dritten Runde des FA Cups 2:1 gegen Leeds United und wurde in der vierten Runde gegen Tottenham Hotspur gelost. Am 27. Januar gelang gegen Hotspur daheim ein 1:1, wodurch Newport ein Wiederholungsspiel in Wembley erzwang.

## Ligazugehörigkeit
- 1912–1920: Southern Football League
- 1920–1931: Football League Third Division South
- 1931–1932: Southern Football League
- 1932–1939: Football League Third Division South
- 1939–1947: Football League Second Division
- 1947–1958: Football League Third Division South
- 1958–1962: Football League Third Division
- 1962–1980: Football League Fourth Division
- 1980–1987: Football League Third Division
- 1987–1988: Football League Fourth Division
- 1988–1989: Football Conference
- 1989–1990: Hellenic Football League
- 1990–2004: Southern Football League
- 2004–2010: Conference South
- 2010–2013: Conference National
- seit 2013: Football League Two / EFL League Two

## Erfolge
- Meister der Football League Third Division South: 1939
- Meister der Southern League Midland Division-Gewinner: 1995
- Welsh-Cup-Sieger: 1980
- FAW-Premier-Cup-Sieger: 2008
- Southern-League-Merit-Cup-Sieger: 1995, 1999

## Bekannte ehemalige Spieler
- John Aldridge
- Nathan Blake
- Bobby Evans
- Trevor Ford
- Brian Harris
- Leighton James
- Mark Kendall
- Bob Latchford
- Steve Lowndes
- Darren Peacock
- Gil Reece
- John Relish
- Alf Sherwood
- Derek Tapscott
- Rod Thomas
- Tommy Tynan
- Nigel Vaughan
- Len Weare